# Opilio hemseni
Opilio hemseni is een hooiwagen uit de familie echte hooiwagens (Phalangiidae).